# Ibotyporanga
Ibotyporanga is een geslacht van spinnen uit de familie trilspinnen (Pholcidae).

## Soorten
Het geslacht kent de volgende soorten:
- Ibotyporanga diroa Huber & Brescovit, 2003
- Ibotyporanga emekori Huber & Brescovit, 2003
- Ibotyporanga naideae Mello-Leitão, 1944
- Ibotyporanga ramosae Huber & Brescovit, 2003